# Загаду, Дан-Аксель
Дан-Аксе́ль Загаду́ (фр. Dan-Axel Zagadou; 3 июня 1999, Кретей, Франция) — французский футболист, защитник клуба «Штутгарт».

## Клубная карьера
Загаду родился во французском городе Кретей и является воспитанником одноимённой футбольной команды. В 12 лет перебрался в академию «ПСЖ», которую закончил в 2016 году. В сезоне 2016/17 — игрок второй команды парижан. Провёл девять встреч.
5 июня 2017 года в статусе свободного агента подписал пятилетний контракт с дортмундской «Боруссией». Дебютировал 5 августа 2017 года в матче за Суперкубок против «Баварии». Вышел на поле в стартовом составе и был заменён Феликсом Пасслаком на 77-й минуте. 19 августа того же года дебютировал в Бундеслиге, в матче первого тура против «Вольфсбурга», выйдя в стартовом составе и будучи заменённым на 78-й минуте всё тем же Пасслаком.
13 сентября 2017 года дебютировал за «Боруссию» в Лиге чемпионов против «Тоттенхэм Хотспур».

## Международная карьера
Игрок юношеских сборных Франции. Принимал участие в чемпионате Европы 2016 года среди юношей до 17 лет. Сыграл на турнире во всех трёх встречах.

## Достижения

### Командные
«Боруссия Дортмунд»
- Обладатель Кубка Германии: 2020/21